# Брекін Меєр
Бре́кін Ме́єр (англ. Breckin Meyer; нар. 7 травня 1974, Міннеаполіс, Міннесота) — американський актор.

## Біографія
Меєр народився 7 травня 1974 року в Міннеаполісі, штат Міннесота. Жив із сім'єю у Каліфорнії, Техасі, Західній Вірджинії та Нью-Джерсі. Відвідував початкову школу з Дрю Беррімор, де познайомився з агентом Беррімор, який підписав і Меєра. Маленьким хлопчиком його бачили в телевізійній рекламі, а також він з'являвся як дитина-учасник ігрового шоу «Child's Play».
Починаючи з 1990-тих почав зніматися в кіно. Найбільш відомий своїми ролями в таких фільмах, як «Безголові» (1995), «Чаклунство» (1996), «Дорожні пригоди» (2000), «Щурячі перегони» (2001) і «Привиди колишніх подружок» (2009).

## Фільмографія
| Рік  | Фільм                             | Оригінальна назва фільму           | Персонаж            |
| ---- | --------------------------------- | ---------------------------------- | ------------------- |
| 1991 | «Фредді мертвий. Останній кошмар» | Freddy's Dead: The Final Nightmare | Спенсер             |
| 1995 | «Безголові»                       | Clueless                           | Тревіс Біркенсток   |
| 1995 | «Розплата»                        | Payback                            | син Джима           |
| 1996 | «Чаклунство»                      | The Craft                          | Мітт                |
| 1996 | «Втеча з Лос-Анджелеса»           | Escape from L.A.                   | серфер              |
| 1998 | «Студія 54»                       | 54                                 | Грег Рандаццо       |
| 1998 | «Не можу дочекатися»              | Can't Hardly Wait                  | Волтер              |
| 2000 | «Дорожні пригоди»                 | Road Trip                          | Джош Паркер         |
| 2001 | «Щурячі перегони»                 | Rat Race (film)                    | Нік Шаффер          |
| 2001 | «Кейт і Лео»                      | Kate & Leopold                     | Чарлі Маккей        |
| 2004 | «Гарфілд»                         | Garfield                           | Джон Арбакл         |
| 2005 | «Гербі: Шалені перегони»          | Herbie: Fully Loaded               | Рей Пейтон-молодший |
| 2006 | «Гарфілд 2: Історія двох котиків» | Garfield 2: A Tail of Two Kitties  | Джон Арбакл         |
| 2006 | «Кофейня»                         | Caffeine                           | Ділан               |
| 2007 | «Синій штат»                      | Blue State                         | Джон Лоуґ           |
| 2009 | «Привиди колишніх подружок»       | Ghosts of Girlfriends Past         | Пол                 |
| 2011 | «Франклін та Беш»                 | Franklin & Bash                    | Франклін            |
| 2019 | «Похмілля у Таїланді»             | Changeland                         | Ден                 |